# Tour Montparnasse
La Tour Montparnasse (en español, 'Torre Montparnasse') es un rascacielos de París, situado en el número 33 de la avenida de Maine y construido por el arquitecto Roger Saubot. Es el segundo rascacielos más alto de Francia, con 209 m de altura. La renovación de la Tour First en La Défense le quitó el primer puesto, al culminar las obras a principios de 2011, con una altura de 231 m.
En 2017, el estudio francés Nouvelle AOM ganó el concurso para reformar su fachada. Se esperaba que las obras estuvieran finalizadas en 2024, coincidiendo con los juegos olímpicos.Sin embargo, debido a la necesidad de eliminar el amianto del edificio y otros factores, todavía no se han empezado.

## Historia y descripción
Se construyó entre 1969 y 1972, sobre el emplazamiento de la antigua estación Montparnasse y fue inaugurada en 1973; la estación Montparnasse actual se sitúa enfrente de la torre, un poco más al sur. La Tour Montparnasse mide 209 metros de altura y cuenta con 59 pisos (incluida la terraza). Un restaurante ocupa el 56.º piso. Las barandillas de la terraza se pueden desmontar en 120 segundos para transformarla en una plataforma de aterrizaje de helicópteros. Las oficinas ocupan 52 pisos y una superficie total de 90.000 m², 5.000 personas trabajan allí por término medio.
El panorama que se puede ver desde el piso 56 y desde la terraza (ambos abiertos al público) hacen de ella una atracción turística que recibe aproximadamente a 600.000 visitantes al año.[cita requerida]
La Tour Montparnasse se encuentra en el seno de un conjunto inmobiliario que comprende un centro comercial, una tienda de las Galerías Lafayette, así como otras torres más pequeñas.
La presencia de amianto en algunos lugares de la torre, sobre todo en los pisos 15, 42, 57 y 58, fue revelada en marzo de 2005. Esta contaminación requiere una limpieza cuidadosa, debido al grave riesgo para la salud de sus ocupantes.[cita requerida]

## Crítica
Su arquitectura simple, sus grandes proporciones y su apariencia monolítica han sido a menudo criticadas por estar fuera de contexto en el paisaje urbano de París. Como resultado, dos años después de su finalización, se prohibió la construcción de edificios de más de siete pisos de altura en el centro de la ciudad, lo que acentuó su aislamiento.
El diseño de la torre es anterior a las tendencias arquitectónicas de los rascacielos más modernos, que a menudo están diseñados para proporcionar una ventana para cada oficina. Solo las oficinas alrededor del perímetro de cada piso de Tour Montparnasse tienen ventanas.

## Galería

Vista nocturna de París desde la azotea del edificio.

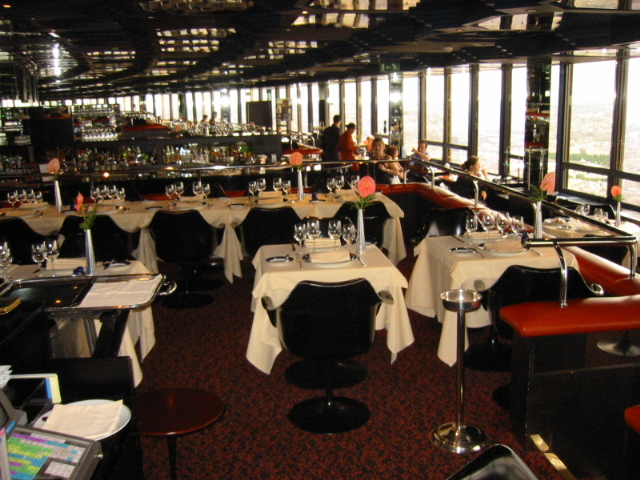
Restaurante gastronómico panorámico Le ciel de Paris en el piso 56.
Puntos más altos de París.
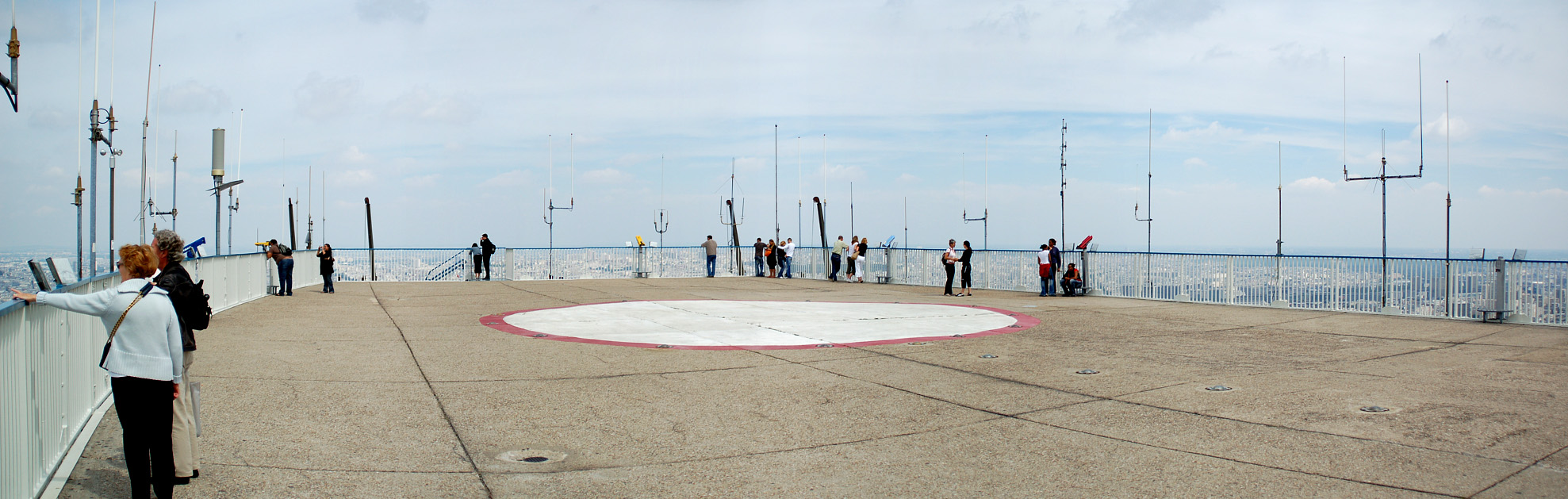
Terraza y helipuerto.